# Cumann na nGaedheal (1923-1933)
Pour les articles homonymes, voir Cumann na nGaedheal.
Cumann na nGaedhael (français : La société des Gaels, anglais : Society of the Gaels), est un  parti politique irlandais fondé en 1923, il reprend le nom d'un précédent parti politique fondé en 1900. Il s'agit de l'ancêtre du moderne Fine Gael.

## L’originel Cumann na nGaedhael
Le premier Cumann na nGaedhael est fondé par Arthur Griffith et William Rooney le 30 août 1900 dans le but d’unifier les différents groupes et clubs nationalistes et séparatistes.  En 1905, il fusionne avec un certain nombre d’autres partis pour former le premier Sinn Féin.

## Le Cumann na nGaedhael pro-traité
Le second Cumann na nGaedhael a été formé par les députés pro-traité anglo-irlandais du Sinn Féin à Dublin le 27 avril 1923. Il se positionne comme un large centre droit au Dáil Éireann. Cumann na nGaedhael devient un parti à part entière lorsque l’aile pro-traité du Sinn Féin décide de rompre avec la ligne directrice de celui-ci. L’idée d’un nouveau parti commence à apparaitre fin décembre 1922, mais son lancement formel est reporté en avril 1923 en grande partie à cause du désarroi causé par la guerre civile.
Les leaders de ce nouveau parti pro-traité sont Arthur Griffith, Michael Collins et  William T. Cosgrave. Cosgrave et Griffith faisaient partie du parti originel alors que Collins ne les a rejoints qu’en 1916. Griffith et Collins meurent en août 1922 dans les premiers temps de la guerre civile irlandaise, laissant Cosgrave diriger le parti et le gouvernement provisoire lors de la dernière ligne droite de la formation de l’État libre d'Irlande. Cosgrave avait combattu lors du soulèvement de Pâques 1916 et avait été un des personnages importants dans le gouvernement de la République irlandaise. 
Le parti se lance dans sa première élection en 1923 et y remporte 63 sièges (soit 39 % des voix). Jusqu’en 1932, Cumann na nGaedhael fait partie du gouvernement de l’État Libre d’Irlande avec Cosgrave tenant le rôle de Président du Conseil Exécutif. 

### La construction et reconstruction de l’Irlande
Comme parti de gouvernement le Cumann na nGaedhael a créé les institutions sur lesquelles l’Irlande s’appuie toujours 80 ans après. Il a aussi rétabli la Loi et l’ordre dans un pays qui avait été depuis longtemps divisé par la guerre par un certain nombre de décisions politiques.
Kevin O'Higgins, Ministre des Affaires internes, a créé An Garda Síochána, une police non armée. En 1927, cette fois en tant que Ministre des Affaires extérieures, il réaffirme l’indépendance de l’Irlande au sein du Commonwealth.
La même année, le Gouvernement, grâce au schéma d’aménagement du Shannon, exploite le très grand potentiel énergétique du fleuve et en même temps permet l’emploi de nombreux travailleurs dans la région. Couplé à cela, la réparation des infrastructures endommagées par la guerre civile condamne le nouvel État à la perte de ses rares ressources financières. Le gouvernement est alors obligé de prendre des décisions très impopulaires comme la réduction des retraites de 10 shilling par semaine à 9, alors que celles-ci sont au même moment augmentées en Irlande du Nord. En termes généraux, le Gouvernement  adopte une politique fiscale conservatrice, bien loin de celle promise par le Sinn Féin en 1922.

### La consolidation
Lors des élections générales irlandaises de juin 1927, Cumann na nGaedhael obtient un piètre résultat, remportant juste 47 sièges, soit 27 % des voix, et est incapable de rester au pouvoir car le Fianna Fáil refuse de lui adjoindre ses 44 sièges après avoir rejeté le serment d’allégeance inclus dans la constitution.
L’assassinat du très controversé ministre Kevin O'Higgins par des Républicains peu avant l’élection vient comme un coup supplémentaire porté au parti. En réponse à cet acte de violence, l’État promulgue un second Public Safety Act très impopulaire qui introduit la peine de mort et un amendement au code électoral qui oblige tout candidat au poste de TD à accepter le Serment d’allégeance.
Ainsi le meurtre amena indirectement à forcer le Fianna Fáil à entrer dans le Dáil. En août 1927, le gouvernement survécu de justesse à une motion de censure. Après la victoire dans deux élections partielles, Cosgrave appela à une élection anticipée. En septembre 1927, Cumann na nGaedhael regagna le terrain perdu en juin, remportant 62 sièges pour environ 39 % des voix même si la majeure partie fut en fait gagnée par des alliés potentiels.
Pour la première fois le parti doit faire face maintenant à une véritable opposition parlementaire au sein du Dáil. Depuis la fondation de l’État d’Irlande, le jeu parlementaire avait été assez calme car en l’absence des républicains purs et durs seul le petit parti travailliste faisait figure d’opposition. Maintenant que le Fianna Fáil avait fait son entrée dans l’assemblée, les deux rivaux de la guerre civile se retrouvaient face à face au sein du Dáil Éireann.

### Le déclin électoral et  la fusion
Le support populaire du parti gagne petit à petit le nouveau parti d’Éamon de Valera, le Fianna Fáil après sa création en 1926. En conséquence et dans le même temps, le Cumann na nGaedhael de Cosgrave perd de sa substance et n’est plus reconnu seulement que comme le défenseur du traité. Sur le plan  économique le parti donne la faveur à des budgets équilibrés et au libre échange pendant que ses opposants eux proposent le protectionnisme. La faiblesse de l’économie de l’État Libre d’Irlande se détériore encore pendant la grande dépression des années 1930.
Il n’est donc pas surprenant de voir le Cumann na nGaedhael perdre face au Fianna Fáil l’élection générale de février 1932. Il ne remporte que 57 sièges alors que son adversaire en gagne lui 72. Sa base électorale se rétrécit encore lors de l’élection de janvier 1933 (48 sièges comparés aux 77 du Fianna Fáil). Le parti avait échoué à contrer le populisme de de Valera et avait donné de plus l’image d’un parti pour les classes moyennes.
Commence alors une période de discussions puis de négociations avec  le parti national du centre (National Centre Party) et la Garde nationale pour étudier la possibilité d’une fusion.
Celle-ci aboutit en septembre 1933 à la création du Fine Gael.